# Cobres (cràter marcià)
Cobres és el nom d'un colossal cràter d'impacte al planeta Mart situat a 
11°42′ S, 206°24′ E. L'impacte va causar un obertura de 94 quilòmetres de diàmetre en la superfície del planeta. El nom del cràter va ser aprovat el 1985 per la Unió Astronòmica Internacional en honor de la localitat argentina de San Antonio de los Cobres.